# Eleutherodactylus luteolus
Eleutherodactylus luteolus är en groddjursart som först beskrevs av Gosse 1851.  Eleutherodactylus luteolus ingår i släktet Eleutherodactylus och familjen Eleutherodactylidae. IUCN kategoriserar arten globalt som starkt hotad. Inga underarter finns listade i Catalogue of Life.